# Réserve naturelle nationale des Aiguilles-Rouges
Pour les articles homonymes, voir Aiguilles rouges.
La réserve naturelle nationale des Aiguilles-Rouges (RNN18) est une réserve naturelle nationale qui couvre une partie du massif des Aiguilles-Rouges, près du massif du Mont-Blanc, en Haute-Savoie. Créée en 1974, elle occupe une surface de 3 276 ha.

## Localisation

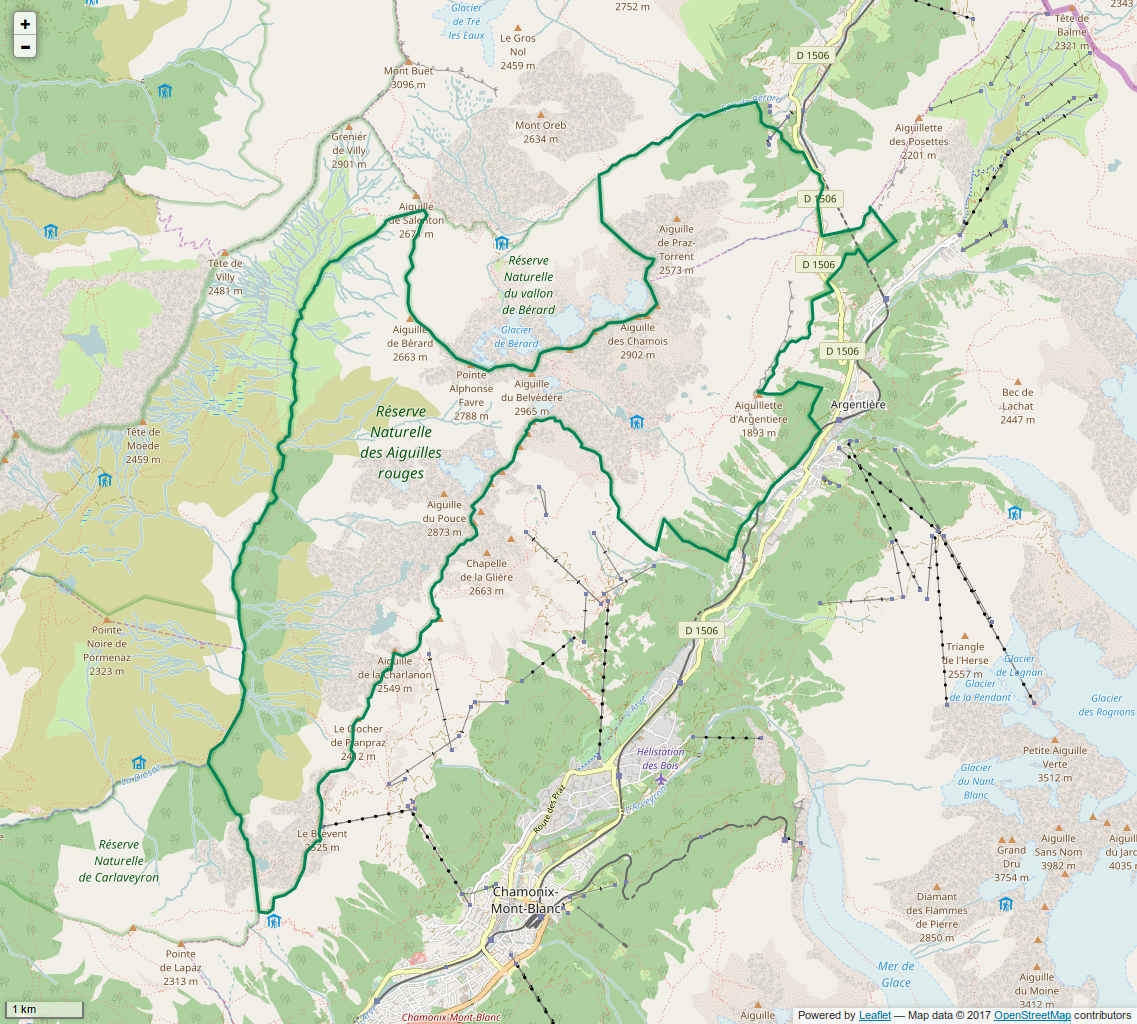
Périmètre de la réserve naturelle.

En Haute-Savoie, au nord de la vallée de Chamonix, le massif des Aiguilles-Rouges s'étend des Houches au col des Montets. La réserve naturelle concerne les communes de Chamonix et Vallorcine et englobe deux secteurs complémentaires de ce massif :
- l'extrémité nord-est dominant le village d'Argentière ;
- la partie ouest dominant le vallon de la Diosaz de l'aiguille de Salenton au Brévent.

Elle est voisine des réserves naturelles nationales de Carlaveyron au sud, du Vallon de Bérard au nord, de Passy à l'ouest et par-delà de Sixt-Passy au nord-ouest.

## Histoire du site et de la réserve

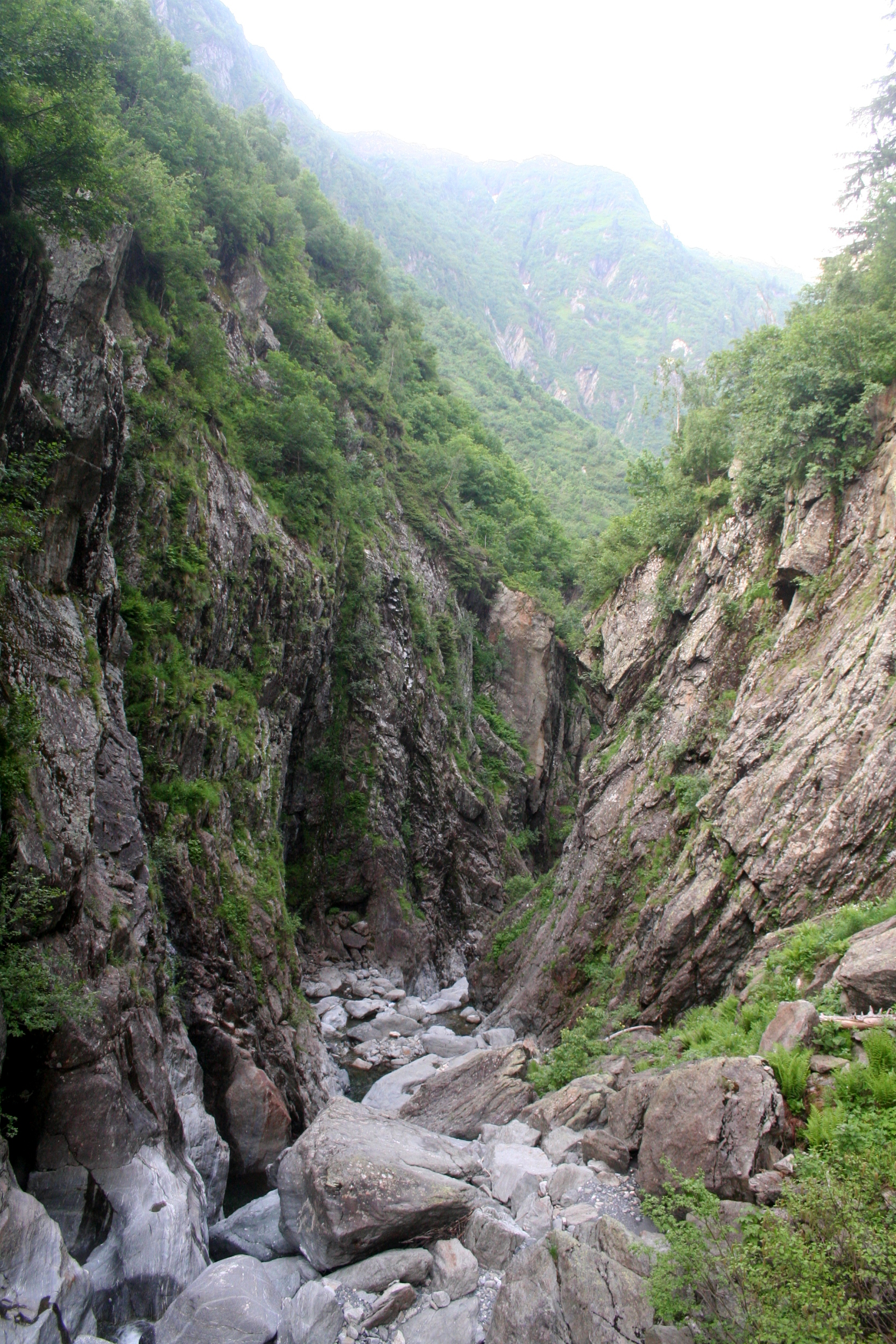
Les gorges de la Diosaz en aval du barrage de la Bajulaz.

Dans les années 1960, une petite « réserve » est créée au-dessus du village d'Argentière. En 1968, le massif des Aiguilles-Rouges est mis en réserve de chasse.
Sous l'impulsion de Jean Eyheralde, curé d'Argentière, et d'Yvonne Gubler, géologue, un site d'observation des milieux alpins est installé au Creux de la Varde, au-dessus d'Argentière. Desservi par un télésiège, il devient difficile d'accès à la suite de l'accident de ce dernier. Le site du col des Montets est alors choisi, même s'il est à l'époque fortement dégradé. Avec l'appui de Maurice Herzog, les communes de Chamonix-Mont-Blanc et Vallorcine créent en 1971 la « réserve intercommunale du col des Montets ».
La réserve est définitivement créée par arrêté ministériel le 23 août 1974. Elle couvre 3 276 hectares sur les communes de Chamonix et Vallorcine.
Deux zones périphériques ont été adjointes ultérieurement : la réserve naturelle nationale de Carlaveyron, située au fond des gorges de la Diosaz, créée en 1991 sur la commune des Houches (598 ha) et la réserve naturelle nationale du Vallon de Bérard, créée en 1992 sur la commune de Vallorcine (540 ha).
En 2006 a été initiée une procédure de « déclassement-reclassement » en raison d'un vice de forme (propriétaire privé non prévenu lors de la constitution en 1974). Une enquête publique a été ouverte courant 2008 et le reclassement est intervenu le 27 janvier 2010 par un nouveau décret.

## Écologie (biodiversité, intérêt écopaysager…)
On y rencontre des espèces animales et végétales typiques de la montagne : bouquetins, chamois, lagopèdes alpins, aigles royaux, rhododendrons, callunes, etc.
Plusieurs lacs sont situés dans le périmètre de la réserve naturelle : le lac Blanc, les lacs Noirs, le lac Cornu, le lac du Brévent.

## Intérêt touristique et pédagogique

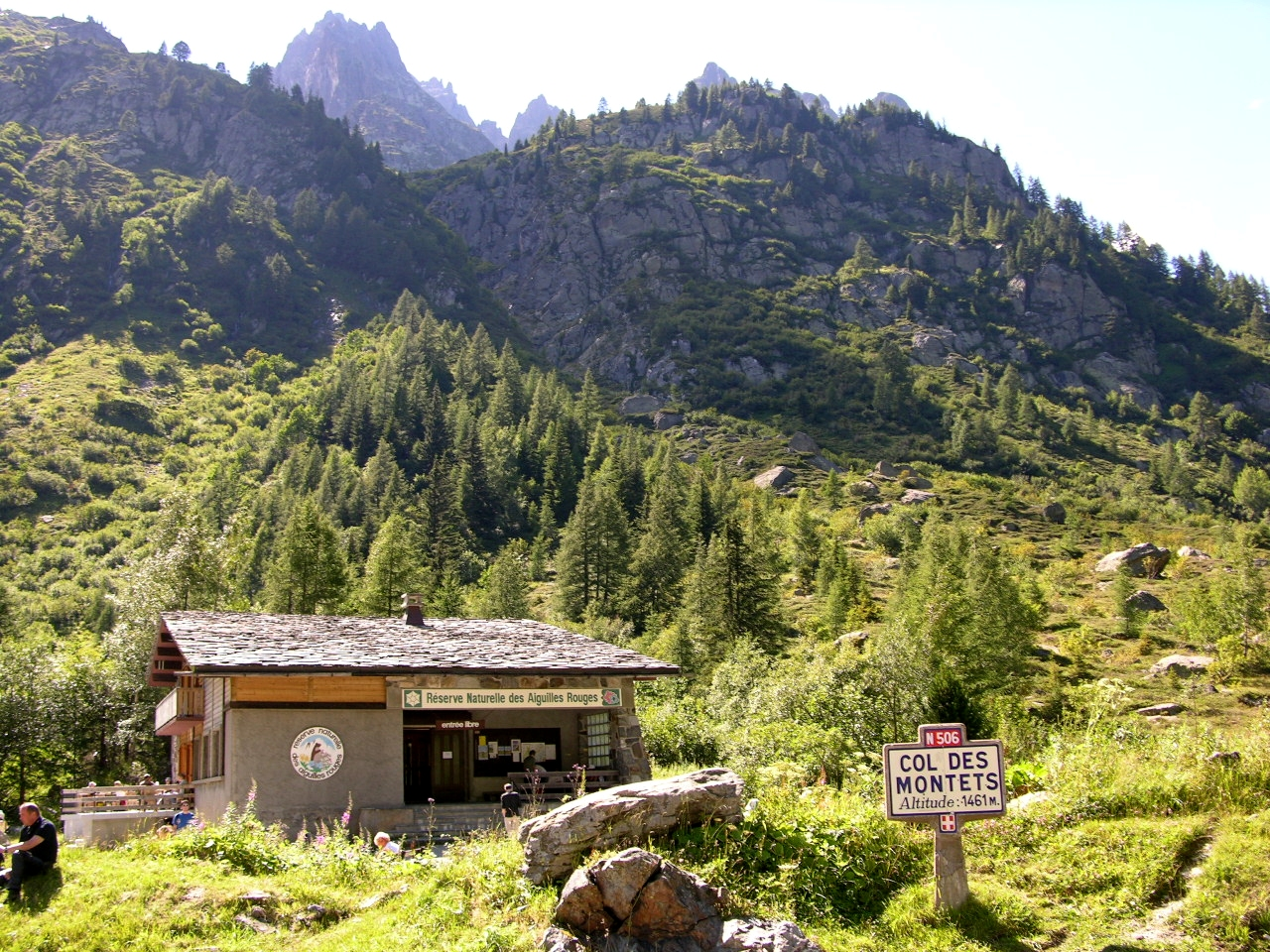
Chalet d'accueil de la réserve au col des Montets.

Au col des Montets se situe le chalet d'accueil de la réserve naturelle. Des animateurs proposent aux visiteurs de découvrir la faune et la flore alpines, ainsi que la géologie du secteur, au travers d'expositions et d'expériences scientifiques. Le chalet d'accueil, ouvert du 1er juin au 15 septembre, est en entrée libre et abrite une buvette et une boutique.
Un sentier de découverte serpente au col : il permet de découvrir agréablement les espaces naturels caractéristiques des aiguilles Rouges, et plus généralement des Alpes. Sans difficulté, il offre à tous, même aux non-randonneurs, un parcours de 1 à 3 kilomètres. La gestion du sentier par la réserve a pour but de maintenir une grande biodiversité, expliquée par des panneaux ou par un animateur-stagiaire.
Le chalet et le sentier, inaugurés en 1976, sont des éléments essentiels de l'approche pédagogique de la réserve. Ils sont très facilement accessibles, ce qui permet de sensibiliser un large public. Des étudiants sont présents tout l'été pour apprendre et transmettre aux nombreux visiteurs la faune, la flore et la géologie de la vallée. De ce fait, la réserve naturelle a dès le départ connu un vif succès.
Durant la saison estivale, des conférences, portant sur divers thèmes, sont organisées par la réserve, elles se déroulent à Argentière, Chamonix, aux Houches et à Vallorcine.
Accessible en téléphérique depuis Chamonix (hors réserve), le Brévent fait partie de la réserve naturelle. C'est un point de vue incontournable sur le massif du Mont-Blanc à 2 525 m d'altitude. On y trouve un petit centre d'accueil avec un animateur de la réserve. Des cartes et quelques animaux naturalisés y sont exposés.

## Administration, plan de gestion, règlement
La réserve naturelle des Aiguilles-Rouges est gérée par l'association ASTERS, le Conservatoire d'espaces naturels de Haute-Savoie. Par convention avec le ministère de l'Environnement, cette association gère l'ensemble des réserves naturelles de Haute-Savoie.
La réglementation interdit la cueillette des plantes et le ramassage des fossiles, la chasse et la pêche, le bivouac, les chiens même tenus en laisse, le survol à moins de 300 m du sol ou moins de 1 000 m pour les engins motorisés, tandis que la circulation des véhicules à moteur nécessaires pour les alpages, la forêt ou les refuges est autorisée.

### Outils et statut juridique
La réserve naturelle a été créée par un arrêté ministériel de classement du 23 août 1974. Cet arrêté a été abrogé et remplacé par le décret du 27 janvier 2010.